# Canadian Premier League
La Canadian Premier League, nota anche con l'acronimo CPL, è il massimo campionato di calcio per club canadesi, eccezione fatta per i tre club iscritti alla Major League Soccer. La lega è stata fondata nel 2017 ed è posta sotto l'egida della Federazione calcistica del Canada (CSA). La prima edizione del campionato si è disputata nel 2019.

## Formula del torneo
Il torneo si articola in una prima fase di stagione regolare e dei play-off per l'assegnazione del titolo.
La squadra campione nella stagione successiva può esibire uno stemma dorato sulla manica destra della maglia.
La squadra vincitrice del torneo e quella prima classificata al termine della stagione regolare acquisiscono il diritto di partecipare alla CONCACAF Champions Cup dell'anno successivo. Fino alla stagione 2021 la sola squadra vincitrice si qualificava alla CONCACAF League.
La Canadian Premier League è al momento una lega chiusa, ma il commissioner non ha escluso che con l'aumento del numero di club iscritti possano essere create più divisioni, con l'avvio di un sistema di promozioni e retrocessioni.
Le rose delle squadre partecipanti possono contenere un massimo di sette giocatori stranieri, in più c'è l'obbligo di schierare almeno sei canadesi nella formazione iniziale di ogni incontro. Ogni squadra deve avere almeno tre canadesi Under-21 nella rosa, ed entro il termine della stagione la somma dei minuti da loro giocati deve raggiungere una soglia minima.

## Storia
Il Canada è sempre stato privo di un proprio campionato nazionale professionistico di calcio, eccezion fatta per gli anni dal 1987 al 1992 quando si disputò la Canadian Soccer League. Oltre a diversi campionati, anche professionistici, a carattere provinciale o interprovinciale, i club solitamente partecipano alle stesse leghe di quelli statunitensi, come nel caso della NASL dal 1968 al 1984 o della Major League Soccer dal 2007.
Le prime indiscrezioni su un nuovo campionato nazionale emersero nel febbraio del 2016, quando Bob Young, il proprietario della franchigia di football canadese degli Hamilton Tiger-Cats, chiese al consiglio comunale di Hamilton di poter effettuare dei lavori propedeutici ad ospitare un nuovo club di calcio al Tim Hortons Field, lo stadio cittadino. Nella stessa occasione venne anche rivelato che il club avrebbe partecipato a una nuova lega chiamata Canadian Premier Soccer League.
L'ufficialità arrivò più di un anno dopo, quando il 6 maggio 2017 la federazione approvò la nascita del nuovo campionato, che prese il nome di Canadian Premier League, abbreviato in CPL o CanPL. Nella stessa occasione venne rivelato che i primi due membri della lega erano un club di Hamilton e uno di Winnipeg. Il progetto iniziale era di inaugurare il torneo con un'edizione breve a partire da agosto 2018, per poi cominciare la prima stagione completa nel 2019, ma successivamente si optò per esordire direttamente nella primavera del 2019.
Il 10 gennaio del 2018 è stato nominato come primo commissioner della lega David Clanachan. Nel 2018 sono stati presentati ufficialmente i sette club partecipanti alla prima edizione: York9 FC, Cavalry, HFX Wanderers FC, Valour FC, FC Edmonton, Forge FC e Pacific FC; inizialmente si pensava che potessero essere otto ma l'Ottawa Fury ha preferito confermare la propria partecipazione alla USL, una lega minore statunitense.
L'incontro inaugurale del campionato si è disputato il 27 aprile 2019 fra Forge e York9 ed è terminato con un pareggio per 1-1.
Nella stagione 2020 si assiste alla prima espansione della lega con l'inserimento di una squadra ad Ottawa, di proprietà della società spagnola dell'Atlético Madrid.
Per il 2021 lo York9 ha annunciato il cambio del proprio nome in York United.
La stagione 2023 vede l'aggiunta di una nuova squadra, il Vancouver FC. Nonostante il nuovo ingresso, il numero di partecipanti rimane ad otto a causa dell'abbandono della lega da parte dell'FC Edmonton.

## Partecipanti

### Attuali
| Club            | Città    | Provincia           | Stadio                        | Capienza | Esordio |
| --------------- | -------- | ------------------- | ----------------------------- | -------- | ------- |
| Atlético Ottawa | Ottawa   | Ontario             | TD Place Stadium              | 24.000   | 2020    |
| Cavalry         | Calgary  | Alberta             | ATCO Field (Foothills County) | 6.000    | 2019    |
| Forge           | Hamilton | Ontario             | Tim Hortons Field             | 23.218   | 2019    |
| HFX Wanderers   | Halifax  | Nuova Scozia        | Wanderers Grounds             | 6.200    | 2019    |
| Pacific         | Victoria | Columbia Britannica | Westhills Stadium (Langford)  | 6.000    | 2019    |
| Valour          | Winnipeg | Manitoba            | IG Field                      | 33.234   | 2019    |
| Vancouver FC    | Langley  | Columbia Britannica | Willoughby Community Park     | 6.177    | 2023    |
| York Utd        | York     | Ontario             | York Lions Stadium (Toronto)  | 4.000    | 2019    |

### Di prossima ammissione
| Club    | Città   | Provincia | Esordio |
| ------- | ------- | --------- | ------- |
| Windsor | Windsor | Ontario   | ?       |

### Non più presenti
| Club        | Città    | Stato/Provincia | Stadio         | Cap.  | Dal  | Al   | Motivo            |
| ----------- | -------- | --------------- | -------------- | ----- | ---- | ---- | ----------------- |
| FC Edmonton | Edmonton | Alberta         | Clarke Stadium | 5.100 | 2019 | 2022 | Cessa le attività |

### Espansione della lega
Il 10 gennaio 2022 è stata comunicata la concessione a David Clanachan, primo commissioner della lega, dei diritti per avviare una squadra a Windsor, contestualmente alle sue dimissioni dalla carica.
Il 12 marzo 2021 era stato annunciato un accordo fra la lega e un gruppo imprenditoriale per l'avvio di nuova squadra nella città di Saskatoon, senza indicazioni su nome e colori sociali. Il progetto prevedeva di esordire non prima della stagione 2023, costruendo uno stadio nell'area di Prairieland Park. Tuttavia il 5 settembre 2023 la lega ha annunciato il fallimento del progetto a causa di dissidi interni al gruppo dei proprietari.
Non esistono altre dichiarazioni ufficiali da parte della lega, alcuni gruppi imprenditoriali hanno però dichiarato di voler avviare dei club in diverse località, tra cui Laval e Québec.

## Logo e simboli
Il logo della Canadian Premier League è una foglia d'acero, con all'interno la sagoma della stella polare, iscritta in degli archi di circonferenza: la foglia d'acero è un tradizionale simbolo del Canada, presente anche nella bandiera nazionale, la stella polare rappresenta una luce guida per lo sviluppo del calcio nel paese. Anche gli archi hanno un significato ben preciso, così come i loro colori: i due interni rappresentano in alto il cielo dei paesi nordici, blu scuro, e in basso il verde della terra; i due esterni sono azzurri come i due oceani che bagnano il paese. Una versione completamente rossa del logo verrà utilizzata in occasione delle partite disputate nel Canada Day, nei match delle competizioni internazionali e del Canadian Championship.
La lega ha commissionato un inno intitolato "We are one", con un richiamo al motto ufficiale "We are many, we are one" (siamo tanti, siamo uniti).

## Trofei
Al vincitore della Canadian Premier League viene consegnato la North Star Cup, una coppa d'argento con inserti in oro alta 61 centimetri, con 13 lati a simboleggiare le 13 provincie e territori del Canada, sorretta da due lunghi manici. Dal 2019 al 2022 veniva invece consegnato il North Star Shield, uno scudo di cristallo raffigurante il logo della lega e incastonato su un supporto di legno. Lo scudo aveva un diametro di 35 cm e uno spessore di 4 cm, per un peso di circa 7 kg. Il trofeo viene conservato dalla lega, ogni anno al vincitore ne viene consegnata una riproduzione con incisi sulla base di legno i nomi di giocatori e allenatore.
Al vincitore della stagione regolare viene invece consegnato il Canadian Premier League Shield.

### Premi individuali
Al termine della stagione, nel corso di una cerimonia, vengono assegnati cinque diversi premi individuali: al miglior marcatore, al miglior portiere, al miglior giocatore, al miglior allenatore e al miglior giovane canadese Under-21. Per ciascuna di queste categorie viene assegnata una statuetta di arte inuit realizzata a Cape Dorset, nella provincia del Nunavut.

## Aspetti organizzativi
Contrariamente ad altre leghe nordamericane, come la MLS, la lega non adotta il sistema detto single entity ma è effettivamente l'associazione di vari club indipendenti, affiliati fra loro.
Per gestire tutti gli aspetti commerciali legati al torneo, nel marzo del 2018 è stata creata una società apposita, la Canadian Soccer Business, posseduta dalla lega e presieduta dal commissioner. La CSB si occupa quindi della commercializzazione dei diritti televisivi, delle sponsorizzazioni di lega e stadi, della vendita del merchandising dei vari club. La CSB ha la concessione da parte della Federazione calcistica del Canada di occuparsi anche del Canadian Championship e delle due nazionali maggiori.
Nel febbraio 2019 la CSB ha annunciato di aver raggiunto un accordo decennale con Mediapro per la produzione dei contenuti televisivi e la vendita dei diritti di trasmissione delle partite, sia in Canada che nel resto del mondo. Tutte le partite della Canadian Premier League sono trasmesse a pagamento su OneSoccer, un canale streaming creato da Mediapro stessa. In più una selezione di alcuni incontri viene trasmesso gratuitamente sulla CBC, la tv pubblica canadese.
La lega ha centralizzato anche l'accordo per la fornitura delle divise da gioco: i kit di tutte le squadre sono prodotti dall'azienda italiana Macron.
La CPL ha un accordo con la U Sports, l'ente che si occupa dello sport, e quindi anche del calcio, nelle università canadesi, per lo sviluppo dei giovani calciatori, i quali potranno firmare appositi contratti da professionista e ritornare in qualsiasi momento ai loro atenei. Il loro reclutamento avviene tramite un draft annuale.

## Albo d'oro
| Stagione      | Vincitore | Risultato    | Finalista       | Vincitore CPL Shield |
| ------------- | --------- | ------------ | --------------- | -------------------- |
| 2019 Dettagli | Forge     | 1-0 / 1-0    | Cavalry         | Cavalry              |
| 2020 Dettagli | Forge     | 2-0          | HFX Wanderers   | Non assegnato        |
| 2021 Dettagli | Pacific   | 1-0          | Forge           | Forge                |
| 2022 Dettagli | Forge     | 2-0          | Atlético Ottawa | Atlético Ottawa      |
| 2023 Dettagli | Forge     | 2-1 (d.t.s.) | Cavalry         | Cavalry              |
| 2024 Dettagli | Cavalry   | 2-1          | Forge           | Forge                |

### Vittorie per squadra
Premier League
| Club    | Vittorie | Anni                   |
| ------- | -------- | ---------------------- |
| Forge   | 4        | 2019, 2020, 2022, 2023 |
| Pacific | 1        | 2021                   |
| Cavalry | 1        | 2024                   |

CPL Shield
| Club            | Vittorie | Anni       |
| --------------- | -------- | ---------- |
| Cavalry         | 2        | 2019, 2023 |
| Forge           | 2        | 2021, 2024 |
| Atlético Ottawa | 1        | 2022       |